# آروی فرانکلین
آروی فرانکلین (به انگلیسی: RV Franklin) یک کشتی است که طول آن 55.61 m می‌باشد. این کشتی در سال ۱۹۸۵ ساخته شد.